# برنارد لي (ناشط حقوق الإنسان)
برنارد لي (بالإنجليزية: Bernard Lee)‏ هو ناشط حقوق الإنسان أمريكي، ولد في 2 أكتوبر 1935، وتوفي في 10 فبراير 1991.